# セブンハウス
セブンハウス（7HOUSE）は日本のバンド。1998年に結成。Zetima（現在はアップフロントワークス）よりつんく♂プロデュースでデビュー。2002年に解散。

## 略歴
公式には七つの海から採ったとしているが、実際にはメンバーの一人の実家が質屋だったため、質→七→セブン、屋→家→ハウスと連想してバンド名が決められたという。

### 結成まで
元々は大阪城公園でストリートライブを行っていた「すっぽんファミリー」のメンバーが集まって結成されたバンドである。1996年にバンドを解散したヒロキが音楽の勉強のために上京。その後1998年4月にバンドを結成するためにケンジとヤスノリが、同年8月にはオグが加入し、1999年にCDデビュー。
デビュー前にはつんくのレギュラー番組「JRAサウンドコース」（エフエム大阪）にケンジ、ヤスノリ、ヒロキがレギュラー出演、スーパー!?テンションズの学園祭ツアーにサポートメンバーとしてヒロキとオグが参加していた。

### 結成後
バンド活動以外にも『恋がステキな季節』（カントリー娘。　オグとヒロキのみ）、『心のフェロモン』（シェキドル）、『ヒロイン！‐その他大勢なんかじゃない‐』（ワンギャル）などの楽曲演奏にも参加していた。

### 解散後
ケンジと飯田圭織ができちゃった結婚することが2007年7月6日にアップフロントエージェンシー（飯田の所属事務所。現：「アップフロントプロモーション」）より発表された。飯田が妊娠していることも併せて発表された。飯田との間には2008年1月に長男が誕生するも、同年7月27日に慢性腎不全のため生後6ヶ月で死去。2013年5月13日には、第2子となる次男が誕生した。2017年9月19日、第3子となる長女が誕生したことを発表した。

## メンバー
- ケンジ （1979年1月10日 - ）- ボーカル
  - 大阪府出身、A型。奈良育英高校卒業。本名は仲川健治（なかがわ けんじ）。
  - 現在は会社員。妻は元モーニング娘。の飯田圭織。
- ヤスノリ（1975年6月15日 - ）- ギター
  - 和歌山県出身
- ヒロキ （1975年3月24日 - ） - ベース
  - 大阪府出身。リーダー。本名は東弘樹(あずま ひろき)。
  - 現在は都内の飲食店勤務。
- オグ（1975年3月24日 - ）- ドラム
  - 大阪府出身。本名は小黒秀樹（おぐろ ひでき）。
  - 現在はTNXの取締役および音楽プロデューサー。

## ディスコグラフィー

### シングル
1. STOP〜泣かないで（1999年1月21日発売）
2. LOVE 〜抱き合って〜 - つんく with 7HOUSE名義（1999年4月28日発売）
3. 0 EDIT（1999年7月23日発売）
4. そんでもってKISS（1999年10月27日発売）
5. 悩まない恋はない!（2000年8月2日発売）
6. 奇跡の雨（2001年4月18日発売）
7. なんでやねん 心配せんでもええ（2001年11月7日発売）

### オリジナル・アルバム
1. ONE BOX（1999年12月1日発売）
2. 2〜February〜（2002年2月27日発売）

## タイアップ一覧
| 使用年 | 曲名                          | タイアップ                                                                   |
| ------ | ----------------------------- | ---------------------------------------------------------------------------- |
| 1999年 | STOP -泣かないで-             | 読売テレビ・日本テレビ系『Kissだけじゃイヤッ!』エンディングテーマ            |
| 1999年 | LOVE～抱き合って～            | フジテレビ系ドラマ『セミダブル』挿入歌                                       |
| 1999年 | 0 EDIT                        | TBS系『ランク王国』オープニングテーマ                                        |
| 1999年 | 0 EDIT                        | テレビ東京系『ガレージ』エンディングテーマ                                   |
| 1999年 | そんでもってKISS              | TBS系アニメ『魔術士オーフェンRevenge』オープニングテーマ（第1話 - 第11話）   |
| 2000年 | 悩まない恋はない!             | フジテレビ系『つんくタウン』エンディングテーマ                               |
| 2001年 | 奇跡の雨                      | 読売テレビ・日本テレビ系『Kissだけじゃイヤッ!』4月〜6月度エンディングテーマ  |
| 2001年 | なんでやねん 心配せんでもええ | 読売テレビ・日本テレビ系『Kissだけじゃイヤッ!』エンディングテーマ            |
| 2001年 | なんでやねん 心配せんでもええ | フジテレビ系『つんくタウン』内つんくタウンFILMS第8弾『マネーざんすっ』主題歌 |